# WUSA
WUSA (bra: A Sala dos Espelhos; prt: Muro de Separação) é um filme estadunidense de 1970, do gênero drama político, dirigido por Stuart Rosenberg, estrelado por Paul Newman, Joanne Woodward e Anthony Perkins, e coestrelado por Pat Hingle, Don Gordon, Michael Anderson, Jr., Bruce Cabot, Cloris Leachman, Moses Gunn e Laurence Harvey. O roteiro de Robert Stone foi baseado em seu romance "A Hall of Mirrors" (1966).
A trama retrata a história de uma estação de rádio de Nova Orleans que é envolvida em uma conspiração de direita, o que causa confusão em um comício patriótico quando um assassino começa a abrir fogo. Este foi o sétimo dos dez filmes que Newman e Woodward coestrelaram juntos.

## Sinopse
Rheinhardt (Paul Newman), um andarilho cínico, consegue um emprego como locutor na WUSA, uma estação de rádio conservadora de Nova Orleans, conhecida pelo seu conteúdo de direita. Enquanto luta contra sua própria apatia, ele se predispõe a seguir a linha editorial reacionária da estação de rádio no ar, repleta de mensagens de ódio perpetradas por Matthew Bingamon (Pat Hingle), um dos encarregados da WUSA que é louco por poder.
Rheinhardt vê sua atitude impetuosa ser desafiada por uma mulher que conhece em um bar, Geraldine (Joanne Woodward), e por Morgan Rainey (Anthony Perkins), um vizinho idealista e problemático que descobre o propósito sinistro e oculto da WUSA.
Quando os eventos começam a sair do controle e a estação de rádio se envolve em uma grande conspiração política, Rheinhardt se vê obrigado a tomar uma posição quando uma enorme confusão começa em um comício patriótico, colocando pessoas inocentes em perigo.

## Elenco
- Paul Newman como Rheinhardt
- Joanne Woodward como Geraldine
- Anthony Perkins como Morgan Rainey
- Pat Hingle como Matthew Bingamon
- Don Gordon como Bogdanovich
- Michael Anderson, Jr. como Marvin
- Bruce Cabot como King Wolyoe
- Cloris Leachman como Philomene
- Moses Gunn como Clotho
- Laurence Harvey como Farley
- Wayne Rogers como Calvin Minter
- Leigh French como Garota
- Robert Quarry como Jack Noonan
- Skip Young como Representante Jimmy Snipe
- B. J. Mason como Roosevelt Berry
- Sahdji como Hollywood
- Geoffrey Edwards como Irving
- Hal Baylor como "Shorty"
- Clifton James como "Speed"
- Tol Avery como Senador
- Paul Hampton como Rusty Fargo
- Jerry Catron como "Sidewinder" Bates
- Preservation Hall Jazz Band

Não-creditados
- Diane Ladd como Garçonete
- David Huddleston como Homem Pesado
- George DeNormand como Espectador
- George Holmes como Dono de Restaurante
- Jesse Vint como Doutor

## Produção
Paul Newman e John Foreman se uniram para produzir "A Hall of Mirrors", baseado no romance homônimo de 1966, de Robert Stone, cujos direitos foram comprados por US$ 50 mil. Por US$ 60 mil adicionais, Stone concordou em adaptar sua obra para as telas. Mais tarde, Stuart Rosenberg assinou o contrato para dirigir.
Primeiramente, o acordo para a distribuição estava sendo feito com a Universal Pictures, até que o filme foi transferido para a Paramount Pictures, com a escalação de elenco começando no início do ano seguinte.
O próprio Newman e sua esposa, Joanne Woodward, se comprometeram com os papéis principais, e Anthony Franciosa chegou a ser escalado para se juntar a eles. Em 2 de abril de 1969, Franciosa perdeu o papel após se envolver em uma discussão com Rosenberg. Em 17 de março de 1969, Anthony Perkins foi oficialmente escalado para o terceiro papel principal.
Em 3 de abril de 1969, as filmagens foram iniciadas em Nova Orleans. Após vários dias nas locações, o elenco e a equipe retornaram aos estúdios da Paramount em Hollywood, na Califórnia. No entanto, em 23 de junho de 1969, Newman e Woodward estiveram novamente em locações em Nova Orleans para filmagens adicionais. Em 10 de dezembro de 1969, a revista Variety revelou que o filme estava finalizado e aguardando sua data de lançamento.
Em 29 de abril de 1970, a Paramount fez um teste de exibição do filme para públicos em Boston, Massachussets, sob o título "WUSA", que pretendia capitalizar o recente influxo de títulos contendo abreviações ou siglas. A mudança permaneceu.

## Recepção
Na época de seu lançamento nos cinemas, as críticas do filme foram geralmente negativas. Paul Newman disse inicialmente que estava desapontado com o retorno comercial da produção nos Estados Unidos, chamando-o de "fracasso". Ele esperava que o assunto controverso presente na história fosse melhor recebido pelo público internacional.
No final da década de 1970, Newman chamou-o de "o filme mais significativo que já fiz e o melhor".
Roger Greenspun, em sua crítica para o The New York Times, escreveu: "Se fosse um filme ordinariamente ruim (e é um filme muito ruim), WUSA poderia, apesar dos nomes distinguidos, e presença menos distinta, de seus principais atores, ser descartado com nada mais do que um aceno para a tensão entre a direção ponderosamente enfática de Rosenberg e o roteiro ponderosamente alusivo de Robert Stone. Suspeito que Stone prevaleça, pois WUSA parece mais com um teatro pobre do que com uma produção cinematográfica pobre – de modo que sugere continuamente uma versão fracassada de The Balcony, embora se esforce para ficar aquém de The Manchurian Candidate ... Apesar de sua obsessão em coletar evidências e de sua prática escola de pseudodocumentário, WUSA trava batalhas irreais com um inimigo invisível. Carecendo da graça da arte ou da vitalidade do teatro de guerra, [o filme] só pode oferecer uma nutrição grosseira – e apenas aos elaboradamente autoenganados".

## Prêmios e indicações
| Ano  | Cerimônia                                | Categoria               | Indicado        | Resultado | Ref.   |
| ---- | ---------------------------------------- | ----------------------- | --------------- | --------- | ------ |
| 1971 | Sociedade Nacional de Críticos de Cinema | Melhor ator coadjuvante | Anthony Perkins | 2.º Lugar | [ 12 ] |